# Brachymesia furcata
Brachymesia furcata – gatunek ważki z rodziny ważkowatych (Libellulidae). Występuje na terenie Ameryki Środkowej, Ameryki Północnej, Ameryki Południowej i Karaibów.